# Belvedere Ostrense
Belvedere Ostrense là một đô thị ở tỉnh Ancona trong vùng Marche, nằm cách 30 km về phía tây của Ancona. Tại thời điểm ngày 31 tháng 12 năm 2004, đô thị này có dân số 2.253 và diện tích là 28,9 km².
Belvedere Ostrense giáp các đô thị sau: Castelplanio, Maiolati Spontini, Montecarotto, Morro d'Alba, Ostra, Poggio San Marcello, San Marcello, Senigallia.